# The Mineralogical Record
The Mineralogical Record (abrégé en Mineral. Rec.) est un magazine scientifique créé en 1970, qui publie des articles dans le domaine de la minéralogie.

## Bureau éditorial
- John White, 1970-1976
- Wendell Wilson, 1970-en cours[1]